# مجمع خلقيدونية
مجمع خلقيدونية (اليونانية: Σύνοδος τῆς Χαλκηδόνος) هو المجمع المسكوني الرابع للكنيسة المسيحية بدعوة من الإمبراطور مارقيان. انعقد المجمع في خلقيدون في بيثينيا (تسمى اليوم قاضي كوي في تركيا) من 8 أكتوبر إلى 1 نوفمبر 451. كان هذا المجمع الذي حضره 520 أسقفًا أو ممثلين عنهم الأكبر والأكثر توثيقًا من بين المجامع المسكونية السبعة الأولى. كان الغرض الرئيسي من المجمع هو إعادة تأكيد عقيدة مجمع أفسس ضد هرطقة المنشقين أوطاخي ونسطور. حاولت مثل هذه الهرطقات تفكيك وفصل طبيعة المسيح الإلهية عن بشريته (النسطورية) وكذلك حصر المسيح في كونه إلهيًا بطبيعته (مونوفيزية).
يُعتبر من أهمّ المجامع، إذ نجم عن هذا المجمع انشقاقٌ أدّى إلى ابتعاد الكنائس المشرقيّة (القبطيّة والأرمنيّة والسريانيّة) عن الشراكة مع الكنيستين الرومانيّة والبيزنطيّة الذين يرون أن مجمع خلقيدونية هو المجمع المسكوني الرابع.
رفضت الكنائس المشرقيّة مصطلح «طبيعتين» الذي كان يوازي عندهم لفظة (شخصين). وكانوا يفضلون عليها تعابير أخرى وردت عند البابا كيرلّس مثل عبارة «طبيعة واحدة» في قولته الشهيرة: «طبيعة واحدة للإله الكلمة المتجسد».
يرى الخلقيدونيون إنه في حال كان مجمع خلقيدونية سنة 451 م قد تسبب في شقاق في الكنيسة، فهو حدث كرد فعل لمجمع أفسس الثاني عام 449م، الذي دعا إليه لاون أسقف روما بالمجمع اللصوصي، ويتهم المؤرخون واللاهوتيون القديس ديوسقورس بالعنف.

## مجمع القسطنطينية المكاني 448م
447

## مجمع أفسس الثاني
لسنة 449م إذ اقتنع الامبراطور الروماني ثيؤدوسيوس الثاني بعقد مجمع طلب من ديسقورس أن يمارس سلطته في المجمع كرئيس، وطلب من يوبيناليوس أسقف أورشليم وتلاسيوس أسقف قيصرية كبادوكية أن يكونا رئيسين شريكين معه.
أعاد مجمع أفسس الثاني اعتبار أوطيخا
عقد المجمع الجلسة الأولى في 8 أغسطس عام 449م، وحضره 150 أسقف برئاسة البابا ديسقوروس وبحضور الأسقف يوليوس ممثل بابا روما، وجيوفينال أسقف أورشليم، ودمنوس أسقف أنطاكيا وفلافيان بطريرك القسطنطينية.
وبعد استعراض وقائع مجمع أفسس الأول 431م، ومجمع القسطنطينية المكانى 448م، وقراءة اعتراف مكتوب لأوطيخا بالإيمان الأرثوذكسى قدّمه إلى المجمع مخادعاً. وبعد الاستماع إلى آراء الحاضرين؛ حكم المجمع بإدانة وعزل فلافيان بطريرك القسطنطينية ويوسابيوس أسقف دوروليم وبتبرئة أوطيخا وإعادته إلى رتبته الكهنوتية.
كما حكم المجمع بحرم وعزل كل من هيباس أسقف الرها وثيئودوريت أسقف قورش وآخرين. حكم علي البابا ديسقورس فيما بعد ظلما في مجمع خلقيدونية سـنة 451م ومات في المنفي.
1. لم يعقد المجمع (أفسس الثاني) بناء على طلب البابا ديسقورس، ولم توجد بينه وبين الأباطرة رسائل مسبقة في هذا الشأن. هذا يعنى أن القديس ديوسقورس لم يكن يبغي نفعًا شخصيًا خطط له.
2. لم يصف الخطاب الإمبراطوري القديس ديسقورس بألقاب تكريم أكثر من غيره. هذا يعنى عدم وجود اتفاقات مسبقة بين الإمبراطور والقديس ديسقورس.
3. تكشف الرسائل الملوكية عن وجود اضطرابات لاهوتية متزايدة في إيبارشية القسطنطينية. كان طلب الإمبراطور من القديس ديسقورس هو الإسراع لوضع حد للمتاعب اللاهوتية. هذا ومما يجب مراعاته أن ديسقورس لم يعلن عن صيغة إيمان جديدة، بل كان يسعى للمحافظة على الصيغة التقليدية للإيمان الكنسي.
4. أُخذت القرارات بالتصويت، ولم نسمع أن أسقفًا من الحاضرين احتج أو انسحب من المجمع (غير فلابيانوس ويوسابيوس عند إصدار الحكم).
5. في الكلمة الافتتاحية التي ألقاها يوبيناليوس الأورشليمي، وصف لاون أسقف روما بـ «القديس»، «محب الله»، وأعطى لدومنوس أسقف إنطاكية لقب «محب الله»...هذه الألقاب تكشف عن روح المجمع.
6. عندما سأل لاون أسقف روما إمبراطور الغرب فالنتينوس وأمه وأخته بولشاريا للتوسط لدى ثيؤدوسيوس الثاني ليعقد مجمعًا آخر أرسل الأخير رسالة يمتدح فيها مجمع أفسس بأن خوف الرب كان يحكمه، وأن أعضاءه تمسكوا بالإيمان الحق وقوانين الآباء، وأنه قد فحص الأمر بنفسه وهو راضٍ.
7. في الرسالة الملوكية في افتتاح المجمع أعلن الإمبراطور منعه ثيؤدورت أسقف قورش من الحضور بسبب الآلام التي يعانيها المؤمنون، حتى الذين في القرى، من النساطرة. في الواقع لم يكن ديسقورس عنيفًا بل النساطرة كما شهد الإمبراطور نفسه بذلك.
8. لم ينطق القديس ديسقورس حتى اللحظة الأخيرة من انعقاد المجمع بكلمة ضد روما، بينما لاون في رسائله يشير إلى القديس ديسقورس بأنه «السفاح المصري» و«معلم أخطاء الشيطان» والباذل بقوة جهده لبث التجاديف وسط اخوته. وسنرى كيف أن أناطوليوس أسقف القسطنطينية وغيره قد رفضوا نَسْب الهرطقة للبابا الإسكندري.
9. من الطبيعي أن ينسب النساطرة العنف للبابا الإسكندري ليخفوا سلوكهم العنيف في مجمع القسطنطينية كما شهد الإمبراطور ثيؤدوسيوس الثاني وأيضًا سلوكهم القاسي مع أوطيخا وأعوانه، وقد كتب أوطيخا في التماسه للأساقفة أنه [أكد أثناء محاكمته رغبته في إتباعه ما قد صمموا عليه، ولكن فلابيانوس رفض الالتماس، كما اعترض على العنف الذي استخدم ضده في المجمع وما بعد المجمع بواسطة العامة]. ونحن نعلم أن فلابيانوس قد حرم كثيرًا من قادة الرهبان لأنهم سندوا أوطيخا ضد الثنائية النسطورية.
10. إعادة اعتبار أوطيخا لم يكن خطأ ديسقورس أن المجمع أعاد اعتبار أوطيخا، وذلك للأسباب الآتية: أ. كتب لاون أسقف روما إلى بولشاريا قائلاً بأن أوطيخا انزلق في الهرطقة عن جهل منه، إن تاب فليعامل حسنًا. ب. أعلن أوطيخا عبارات أرثوذكسية مثل قوله: [فإنه هو نفسه، كلمة الله، نزل من السماء بلا جسد، صار جسدًا من ذات جسد العذراء دون أن يتغير أو يتحول، بطريقة هو نفسه يعلمها ويريدها. وهو الإله الكامل قبل الدهور هو بعينه صار إنسانًا كاملا [6]

## الخلاف العقيدي
البحث الدقيق يبرهن أن البابا ديسقوروس لم يكن أوطاخياً، ولهذا لم يحكم عليه مجمع خلقيدونية لأسباب عقائدية، كما ذكر أناتوليوس بطريرك القسطنطينية رئيس المجمع في جلسة 22 أكتوبر عام 451م. كما أن البطريرك فلافيان والأسقف يوسابيوس لم يكونا نسطوريين.
بعد وفاة البابا ديسقوروس انتخب في 16 مارس 457م البابا تيموثاوس الثاني (الشهير بأوريلُّوس) خليفة وتمكن في عهد الإمبراطور «باسيليسكوس» من عقد مجمع عام آخر في أفسس سنة 475م (يلقبه البعض مجمع أفسس الثالث) حضره 500 أسقف من سوريا وآسيا الصغرى وغيرها. هذا المجمع حرم تعاليم أوطيخا وتعاليم نسطور ورفض مجمع خلقيدونية. وقد وقّع على قرار هذا المجمع 700 أسقف شرقي.
الذين اتحدوا مع باباوات الإسكندرية جهاراً من بطاركة القسطنطينية هم: أكاكيوس 481م، وأفراويطاس 491م، وتيموثاوس الأول 511م، وأنتيموس 535م، وسرجيوس 608م، وثيوذوروس 666م، ويوحنا 721م.. وخلاف ذلك تقّر كنيسة القسطنطينية بالمذهب الخلقيدوني.
ثمّة مساعٍ بين هذه الكنائس كافّة لإعادة الوحدة فيما بينها نتج عنها تحقيق بعض الخطوات في هذا النحو. بعد قانون الوحدة -الذي وضعه لاهوتيّون من أنطاكية والإسكندرية- حصل اختلاف حول بعض التعابير الواردة فيه حسم البابا شنودة الثالث الخلاف العقيدي بين الكنيسة القبطية الأرثوذكسية وبين الكاثوليك في هذه النقطة مع الكاثولـيك وتم الإتفاق بـأن المسـيح طبيـعة واحدة متحدة من الـلاهوت والناسوت بغير اختلاط ولا امتـزاج ولا تغيير
لم تؤمن الكنيسة المصرية بالصورة التي وُصِفَت في مجمع خلقيدونية. وكان ذلك يعني في المجمع، الإيمان بطبيعة واحدة. أما الأقباط فيؤمنون أن السيد المسيح كامِلاً في لاهوته، وكامِلاً في ناسوته، وهذان الطبيعتان مُتَّحِدَتان في طبيعة واحدة هي «طبيعة تَجَسُّد الكلمة»، والتي أوضحا البابا كيرلس السكندري. الأقباط إذن، يؤمنون بطبيعتان: «لاهوتية» و«ناسوتية»، وهما مُتَّحِدَتان بغير اختلاطٍ ولا امتزاجٍ، ولا تغيير فهم طبيعة واحدة وهذا من الاختلافات التي حسبت ضد الكنيسة القبطية. وقد إتُّهِمَت الكنيسة القبطية بالخطأ في مجمع خلقيدونية في القرن الخامس بسبب سوء فهم هذه الجملة.

## أسباب عقد مجمع خلقيدونية
تم رفض قرارات مجمع أفسس الثاني من قبل بابا روما وأعداد كبيرة من الأساقفة ودعى الإمبراطور مرقيانوس والإمبراطورة بولخيريا لانعقاد مجمع خلقيدونية بناءً على طلب أسقف روما فتم عقد مجمع خلقيدونية في مدينة خلقيدونية سنة 451 وحضره 330 أسقفاً (في رواية) و 600 أسقف في رواية أخرى.]. ويعتبر مجمع خلقدونية أكبر المجمعات، واتخذ قرارت هامة وذهب البعض إلى أن أوطاخي قد "دلّس به وخدع آباء المجمع الذين أقرّوا بأرثوذكسيته، وهذه الكنائس هي التي رفضت لاحقاً مجمع خلقيدونية وإن كان آباؤها قد قاموا في ذلك المجمع (خلقيدونية) بالحكم بهرطقة أوطاخي، أما الكنائس التي اعترفت بخلقيدونية فتطلق على مجمع إفسس الثاني المجمع اللصوصي وترفض نتائجه.
أعلن لاون (أسقف روما) طومسه قبل المجمع، وقام الإمبراطور مرقيون والإمبراطورة بوليخاريا بجمع التوقيعات عليه منذ عام 450 م - بغرض إعداد ورقة أساسية ضد اللاهوتيين الإسكندريين وإتهامهم بأن الأقباط اعتنقا البدعة الأوطاخية الذي سقط في الهرطقة أثناء مقاومته للنساطرة (ظن أوطاخي أن لاهوت المسيح (كلمة الرب الإله) أبتلع ناسوته أوجسده، أو أن جسده ذاب في لاهوته)، وحاول لاون أسقف روما تشوية صورة الكنيسة المصرية بنسب الأوطاخية لآبائها.
ويرى بعض المؤرخين أن مجمع خلقيدونية لعب دوراً هاماً في التأثير على الكنيسة أو أن رؤساء بعض الكنائس وجهت السياسة لصالحها على أي حال يقول Aloys Grillemeier الألماني: " تحت الضغط المستمر من جانب الإمبراطور مرقيون وافق آباء خلقيدونية على وضع صيغة جديدة إيمانية.

## الباباديوسقورسالقبطي ومجمع خلقيدونية
لم يقبل بابا روما لاون الأول نتائج مجمع أفسس الثاني 449م ومنح الحل الكنسي لثيئودوريت أسقف قورش وأعاده إلى الشركة. () وحدث أن الإمبراطور ثيئودوسيوس قد سقط من على ظهر جواده، مما أدى إلى وفاته في 28 يوليو عام 450م وتولّت أخته بولكاريا السلطة وتزوجت من القائد مركيان، وأعلنت مركيان إمبراطوراً في 28 أغسطس من نفس العام. وفي 15 مايو عام 451م صدر المرسوم الإمبراطوري بعقد مجمع عام في نيقية. وبحلول أول سبتمبر وصل الأساقفة إلى نيقية ولكنهم أمروا أن يتجهوا إلى خلقيدونية القريبة من القسطنطينية. فاجتمع حوالي 500 أسقف في كنيسة القديسة أوفيمية، وعقدت الجلسة الأولى للمجمع في 8 أكتوبر عام 451م.
في تلك الجلسة نُوقش بابا الأقباط ديسقوروس بشأن عقيدة أوطاخي الذي برأه مجمع أفسس الثاني 449م؛ فقال «إذا كان أوطاخي يتمسك بمفاهيم ترفضها عقائد الكنيسة، فهو يستحق ليس العقاب فقط بل حتى النار (أي جهنم) أيضاً. ولكن اهتمامي إنما هو بالإيمان الجامع الرسولي وليس بأي إنسان أياً كان». ()
وقال أيضاً في نفس الجلسة من المجمع الخلقيدوني: "أنا أقبل عبارة من طبيعتين بعد الاتحاد () وهو في تأكيده على الطبيعة الواحدة المتجسدة لله الكلمة أراد أن يثبت عدم التقسيم بين الطبيعتين من بعد الاتحاد، وفي قبوله لعبارة "من طبيعتين بعد الاتحاد" أراد أن يؤكّد ما أكّده القديس كيرلس الكبير عن استمرار وجود الطبيعتين في الاتحاد وعدم امتزاجهما أو اختلاطهما.
وقد عبَّر ر. ف. سيلرز عن أن بطريرك الأسكندرية «أعلن إيمانه الأرثوذكسي، بأنه لا يعلِّم بأي اختلاط للاهوت بالناسوت في المسيح» () وذكر صاموئيل نفس الحقيقة بأن القديس القبطي ديسقوروس قال «إننا لا نتكلم عن اختلاط ولا تقسيم ولا تغيير، فليكن محروماً من يقول باختلاط أو تغيير أو مزج».()
فمن الواضح أن القديس القبطي ديسقوروس أعلن حرماً ضد الهرطقة الأوطاخية في وقائع مجمع خلقيدونية، وإن كان قد سُمح له بإكمال خدمته الرسولية كمدافع عن الإيمان وإن كان قد تم الأخذ بصيغه الإيمانية وضمنت، لما حدث انقسام في الكنيسة بعد مجمع خلقيدونية، وكان هذا سوف يعد دفاعاً تضامنياً عظيماً ضد الهرطقة الأوطاخية يقف إلى جانب المجمع المسكوني الثالث في أفسس 431م. كان يمكن للمجمع أن يوفق بين بابا روما وبابا الإسكندرية بواسطة حل مشكلة ثيئودوريت أسقف قورش وتعليمه ضد القديس كيرلس السكندري. لكن المحزن هو أن بابا الأقباط ديسقوروس قد تم عزله ونفيه.
وكان أناطوليوس أسقف القسطنطينية قد أعلن في الجلسة الخامسة للمجمع أن «ديسقوروس لم يتم عزله بسبب عقيدته، إنما بسبب أنه قد حرم لاون».
الجدير بالذكر أن أسباب مجمع خلقيدونية المعلنة لعزل بابا الأقباط ديوسقورس أسباب عقائدية لاهوتية وأسباب إدارية تتعلق بموقفه في مجمع أفسس الثاني حيث أعاد أوطاخي للشركة وتمت الإساءة لفلافيان. وكان لا بد من مجمع خلقدونية.

## أحداث مجمع خلقيدونية
بدأ مجمع خلقيدونية أعماله في الثامن من تشرين الأول سنة 451 في خلقيدونية. وتكون من عدد كبير من الأساقفة في مختلف أرجاء سوريا وما حولها.

## أساقفة سوريا
الوفد الأنطاكي: وتألف الوفد الأنطاكي السوري من مئة وثلاثين أسقفاً وذلك على الوجه التالي:
- أساقفة سورية الأولى: مكسيموس أسقف أنطاكية وماراس أسقف خناصير (جنوب شرق حلب على بعد ستين كيلومتراً عنها) وثيوكتيستوس أسقف حلب ورومولوس أسقف قنسرين وبوليكاريوس أسقف جبلة وبطرس أسقف الجبّول ومكاريوس أسقف اللاذقية وسابا أسقف بلدة وجيرونتيوس أسقف سلفكية.
- أساقفة سورية الثانية: دومنوس أسقف أبامية ومرقس أسقف الرستن وتثموثاوس أسقف بلنياس وافتيخيانوس أسقف حماه وملاتيوس أسقف شيزر وبولس أسقف مريمين إلى شرقي المشتى ولمباذيوس أسقف رفنية وافسابيوس أسقف جسر شغور.
- أساقفة أسورية: وهم اثنان وعشرون أولهم باسيليوس أسقف سفلكية الساحلية ويأتي بعده يعقوب أسقف أنيموريون وأكاكيوس أسقف أنطاكية.
- أساقفة قيليقية الأولى: ثيودوروس أسقف طرسوس وفيليبوس أسقف ادنه وثيودوروس أسقف أوغسطة وخمسة آخرون.
- أساقفة قيليقية الثانية: كيروس أسقف عين زربة ويوليانوس أسقف الإسكندرية وباسيانوس أسقف موبسوستي ويوليانوس أسقف أرسوز وخمسة آخرون.
- أساقفة الفرات: اسطفانوس اسقف منبج وقوزمة قورش وتيموثاوس أسقف دولك وداود أسقف جرابلس ويوحنا أسقف مرعش وبتريقيوس أسقف صفين وماراس أسقف روم قلعة واثناثيوس أسقف بيرين ومايانوس أسقف الرصافة وروفينوس أسقف سيمساط واوراتيوس أسقف سورية وسوره على الفرات وايفولغيوس أسقف بلقيس.
- أساقفة الرها: نونوس أسقف مدينة الرها ودانيال أسقف بيرة جك ودميانوس أسقف الرقة وإبراهيم أسقف كيراسيوم ولعلها قرقيسيون بالقرب من الرقة عند مصب الخابور في الفرات وصفرونيوس أسقف قسطنطينية ويوحنا أسقف حران اعالي الجزيرة السورية وقيومة أسقف مركوبوليس ويوحنا أسقف العرب.
- أساقفة ما بين النهرين: سمعان أسقف أمد وماراس أسقف غزى (وهي مجهولة الموقع) وقيومة أسقف آنجل ونوح أسقف كيفا وزبنوس أسقف ميافارقين وافسابيوس أسقف صوفانة.
- أساقفة العربية جنوب سوريا: قسطنطين أسقف بصرى وبروكلوس أسقفة درعا ومالك أسقف مسمية، وثيودوسيوس أسقف القنوات وسُليم أسقف قسطنطينة اللجا منطقة اللجا جنوب سوريا في السويداء، وماراس أسقف السويداء ويوحنا أسقف الصنمين وزوسيس أسقف حسبان واناستاسيوس أسقف حران وبلانكوس أسقف جرش وغيانوس أسقف مادبا وسويروس أسقف نوى وغوطوس أسقف مشنّف مشنف في السويداء وافلوجيوس أسقف عمان وهورميداس أسقف شهبا ونونوس اسقف اذرع.
- أساقفة فينيقية الأولى والساحلية: فوطيوس أسقف صور والكسندروس أسقف طرطوس وبولس أسقف أرواد (جزيرة أرواد مقابل طرطوس) وايراقليطس أسقف عرقة وافستاثيوس أسقف بيروت ويورفيريوس أسقف بترون وبطرس أسقف جبيل وفوسفوروس أسقف عرطوز واوليمبوس أسقفبانياس وتوما أسقف النبي يونس Porphyreon وبولس أسقف عكا ودميانوس أسقف صيداوثيودوروس أسقف طرابلس.
- أساقفة فينيقية الثانية: ثيودوروس أسقف دمشق ويردانوس أسقف سوق وادي بردى (في الغوطة) وثيودوروس أسقف مهين وأورانيوس أسقف حمص وتوما أسقف جوارين ويوسف أسقف بعلبكبعلبك وافسابيوس أسقف يبرود وفاليريوس أسقف قطيبة ويوحنا أسقف تدمر وافستاثيوس أسقف العرب.
- الوفود الأخرى: وتألف الوفد الروماني من الأسقفين باسكاسينوس ولوشنتيوس والقسين بونيفاتيوس وباسيليوس وانضم إليهما يوليانوس أسقف جزيرة كوس للمرة الثانية. وجاء ديوسقوروس ووراءه سبعة عشر أسقفاً. وانضم إلى هؤلاء أساقفة آسية وتراقية واليونان واليرية وأفريقيا. ومثل الدولة الرومانية أناتوليوس القائد الكبير وبلاذيوس برايفكتوس الشرق وتاتيانوس برايفكتوس العاصمة وخمسة عشر موظفاً.

### الجلسة الأولى
افتتحت أعمال المجمع في الثامن من تشرين الأول في كنيسة القديسة افيمية في خلقيدونية بحضور هذا العدد الكبير من الأساقفة (وصل عدد الآباء في هذا المجمع لـ 600) ووجود عدد من وجهاء الدولة والأساقفة السوريون في صدر المجمع أمام الباب الملوكي وعن يسارهم نواب رومة القديمة وأناتوليوس أسقف رومة الجديدة فمكسيموس أسقف أنطاكية وعن يمينهم ديوسقوروس أسقف الإسكندرية يوبيناليوس أسقف أورشليم ثم سائر الأساقفة من الجهتين.
وبعد الافتتاح قام باسكاسينوس ووقف في وسط المجمع وقال لعظماء الدولة: «إن أسقف مدينة الرومانيين الرسولي الجزيل الغبطة رأس جميع الكنائس أمرنا أن نخاطبكم بأن لا يجلس معنا ديوسقوروس أسقف الإسكندرية. فإما أن يخرج هو وإما أن نخرج نحن». فرأى ممثلو السلطة أن يجلس ديوسقوريوس في وسط المجمع فجلس. ثم وقف افسابيوس أسقف دورلة ودفع كتاباً مضمونه ملخص ما جرى من التلصص في أفسس. وبعد أخذ ورود اقترح ممثلو السلطة قطع كل من ديوسقوروس الإسكندرية ويوبيناليوس أورشليم وثلاثيوس قيصرية وافسابيوس أنقيرة وافستاثيوس بيروت وباسيليوس سلفكية باعتبارهم زعماء التلصص في أفسس. ثم ارتفعت الجلسة فخرج الآباء يرددون: «قدوس الله قدوس القوي قدوس الذي لا يموت ارحمنا» وهي أول مرة يرد فيها ذكر التريصاجيون في تاريخ الكنيسة. وهتفوا بعد ذلك قائلين: «لتكن سنو الأمبراطور عديدة! المسيح أسقط ديوسقورس القاتل! قدوس الله قدوس القوي قدوس الذي لا يموت ارحمنا».

### الجلسة الثانية
في العاشر من تشرين الأول وظل ديوسقوروس ويوبيناليوس وسائر المتهمين بأعمال التلصص في أفسس خارج المجمع. فطلب ممثلو السلطة من الآباء المجتمعين أن ينظروا في أمر الإيمان وأن يتفقوا على صيغة نصبح هي المعول عليها. فذكر الآباء أن المجمع المسكوني الثالث حرم أي تعديل في قانون الإيمان النيقاوي. ولكن نظراً لإلحاح السلطة فإن الآباء أصغوا إلى نصوص رسائل كيرلس إلى نسطوريوس ويوحنا وإلى «الطوموس» رسالة لاون إلى فلابيانوس الشهيد. فهتف معظم الآباء هذا هو إيمان الآباء هذا إيمان الرسل. جميعنا هكذا نؤمن. الأرثوذكسيون هكذا يؤمنون. محروم من لا يؤمن هكذا. بطرس نادى بهذا التعليم بواسطة لاون. كيرلس هكذا علم. محروم من لا يؤمن هكذا. وتردد أساقفة فلسطين وطلبوا شرح الطوموس ولم يتخذ أساقفة مصر موقفاً معيناً نظراً لتغيب رئيس وفدهم ديوسقوروس. وقبيل ارفضاض الجلسة هتف بعض الاليريين للأساقفة المتهمين.

### الجلسة الثالثة
التأم المجمع في جلسته الثالثة في الثالث عشر من تشرين الأول وفي كنيسة مجاورة لكنيسة القديسة افيمية تضم رفاة بعض الشهداء. وتغيب ممثلو السلطة. ونهض افسابيوس أسقف دورلة وقرأ مذكرة جديدة يبين فيها هفوات ديوسقوروس وذنوبه. ثم تلاه أربعة اكليريكيين إسكندريين انتقدوا ديوسقوروس من حيث موقفه من أسرة سلفه كيرلس وقساوته وظلمه ومن حيث طمعه بالمال وجشعه في جمعه. فدعا المجمع ديوسقوروس ثلاث مرات فلم يحضر فقال باسكاسينوس -مترأس المجمع- لقد دعي ديوسقوروس ثلاث مرات ولم يحضر فماذا يستحق هذا الذي يزدري بالمجمع؟ فقال المجمع: يستحق جزاء العصاة. ثم قال لوقيانوس أسقف بيزا ونائب أسقف هرقلية: لقد أجرى المجمع المسكوني السابق أعمالاً ضد نسطوريوس فلنقف على إجراءاته ولنعمل بموجبها. فقال باسكاسينوس: أتأمرون أن نطبق في حقه عقوبات كنسية؟ فقال المجمع: «إننا نوافق على ما هو حسن». وخاطب الأسقف يوليانوس وفد رومة وطلب إلى رئيسه باسكاسينوس أن يبين القصاص المعين في القوانين. فقال باسكاسينوس: إني أكرر ماذا تستحسنون؟ فقال مكسيموس أسقف أنطاكية العظمى: «كل ما يستحسنه برّكم نوافق عليه». فاقترح باسكاسينوس قطع ديوسقورس لأنه برَّأ أوطيخة وقبله في الشركة قبل اجتماع افسس ولأنه لم يسمح بقراءة رسالة لاون إلى المجمع ولأنه أصرّ على قطع العلاقة مع الأرثوذكسيين. فقال أناتوليوس أسقف رومة الجديدة: إني أعتقد في كل شيء مثل الكرسي الرسولي أوافق على قطع ديوسقوروس. وقال مكسيموس أسقف أنطاكية: إني أضع ديوسقوروس تحت العقاب الكنسي الذي فاه به لاون أسقف رومة القديمة وأناتوليوس أسقف رومة الجديدة. ووافق كثيرون آخرون فحكم على ديوسقوروس بالقطع. أما الأساقفة الباقون من المتهمين فإنهم قدموا ندامة ونالوا الصفح.

### الجلسة الرابعة والخامسة
بحث الآباء في الجلستين الرابعة والخامسة أمر العقيدة. فنظروا في طوموس لاون على ضوء دستور الإيمان الذي سُنَّ في المجمعين المسكونين الأول والثاني وعلى ضوء تحديدات القديس كيرلس كما جاءت في أعمال المجمع المسكوني الثالث.وحاول برصوم أن يدافع عن ديوسقوريوس ولكنه لم يُفلح. فإنه ما كاد يطل على الآباء المجتمعين حتى تعالت الأصوات بوجوب خروجه. فقال البعض: «إلى الخارج أيها القاتل إلى المسرح المدرج إلى الوحوش الضارية». فخرج برصوم والوفد الذي كان يرافقه.
وأُلِّفت تمثل جميع الآراء في المجمع لتعد صورة اعتراف يبت في قضية الطبيعة الواحدة التي أثارها أوطيخة. فقامت هذه اللجنة بالمهمة الموكولة إليها خير قيام وتقدمت من المجمع في جلسته الخامسة بمشروع اعتراف هذا نصه:
إننا نعلّم جميعنا تعليماً واحداً تابعين الآباء القديسين. ونعترف بابن واحد هو نفسه ربنا يسوع المسيح. وهو نفسه كامل بحسب اللاهوت وهو نفسه كامل بحسب الناسوت. إله حقيقي وإنسان حقيقي. وهو نفسه من نفس واحدة وجسد واحد. مساوٍ للآب في جوهر اللاهوت. وهو نفسه مساوٍ لنا في جوهر الناسوت مماثل لنا في كل شيء ماعدا الخطيئة. مولود من الآب قبل الدهور بحسب اللاهوت. وهو نفسه في آخر الأيام مولود من مريم العذراء والدة الإله بحسب الناسوت لأجلنا ولأجل خلاصنا. ومعروف هو نفسه مسيحاً وابناً وربّاً ووحيداً واحداً بطبيعتين بلا اختلاط ولا تغيير ولا انقسام ولا انفصال من غير أن يُنفى فرق الطبائع بسبب الاتحاد بل إن خاصة كل واحدة من الطبيعتين ما زالت محفوظة تؤلفان كلتاهما شخصاً واحداً واقنوماً واحداً لا مقسوماً ولا مجزّءاً إلى شخصين بل هو ابن ووحيد واحد هو نفسه الله الكلمة الرب يسوع المسيح كما تنبأ عنه الأنبياء منذ البدء وكما علّمنا الرب يسوع المسيح نفسه وكما سلّمنا دستور الآباء.

### الجلسة السادسة
في الخامس والعشرين من تشرين الأول حضر الأمبراطور بشخصه وخطب في الآباء فحضهم على استقامة الرأي والسلام. وتلي تحديد المجمع فأمضى عليه الآباء وصدق الأمبراطور على القرارات والنتائج.

## نتائج مجمع خلقيدونية
- نفي بابا الأقباط ديوسقورس فجعل إقامته جبرية في كنغريس افلاغونية
- انفصال تدريجي لكنائس مصر والحبشة وسوريا وأرمينيا[15] انقسمت الكنيسة إلى شطرين:

1- الكنائس الغير خلقيدونية: وتضم الكنيسة القبطية (ومعها الحبشية)، وكنيسة أنطاكية، وكنيسة أورشليم، وكنائس آسيا الصغرى -عدا القسطنطينية- التي –كنائس آسيا الصغرى- ظلت متمسكة بقرارات المجامع الأولى ومعتقدات أثناسيوس وكيرلس وديسقوروس في طبيعة واحدة للمسيح أي اتحاد اللاهوت بالناسوت بغير اختلاط ولا امتزاج ولا تغيير. (وحالياً الكنائس الشقيقة للكنيسة القبطية الأرثوذكسية هي الكنيسة الحبشية والإريترية والسريانية والهندية والأرمنية).
2- الكنائس الخلقيدونية: تضم كنيسة رومية، وكنيسة القسطنطينية - اللتين اعتنقتا المعتقَد القائل بأن للمسيح طبيعتين ومشيئتين.
- صور وبيروت: ونظر الآباء في الجلسة الرابعة في الدعوة التي أقامها فوطيوس أسقف صور على افستاثيوس أسقف بيروت. وخلاصة هذه الدعوة أن أناتوليوس أسقف القسطنطينية وهب افستاثيوس أسقف بيروت لمناسبة ارتقائه إلى رتبة متروبوليت الرئاسة على أسقفيات جبيل والبترون وطرابلس وعرطوز وعكار وطرطوس وذلك بعد أن كانت هذه جميعها خاضعة لمتروبوليت صور. فلام المجمع أناتوليوس على هذا التعدي وحكم بإرجاع هذه الأسقفيات إلى متروبوليت صور.
- ثيودوريطس وإيبا: وفي الجلسة الثامنة فاه ثيودوريطس أسقف قورش لأول مرة بقطع نسطوريوس «وكل من لا يدعو مريم العذراء والدة الإله يجعل من الابن الوحيد اثنين». وحذا حذوه كل من صفرونيوس أسقف قسطنطينة الرها ويوحنا أسقف مرعش. فعرف المجمع جميع هؤلاء أرثوذكسيين. وفي الجلسة العاشرة تبرأ إيبا.
- كنيسة أورشليم: وكان الآباء القديسون المجتمعون في نيقية في المجمع المسكوني الأول قد خصوا أسقف أورشليم بامتيازات معينة نجهلها وحافظوا في الوقت نفسه على حقوق متروبوليت الأبرشية أسقف قيصرية. وكان يوبيناليوس منذ أن تسلّم عكاز الرعاية قد بدأ يمارس صلاحيات أوسع بكثير مما سمح به العرف والتقليد. فإنه تشوّف إلى ممارسة السلطة في العربية وفي فينيقية فساك الأساقفة في هاتين الأبرشيتين. وزوَّر الوثائق وأبرزها في أفسس ليثبت حقاً لم يعرف به أحد. واعترض كيرلس سبيله وكشف أمره فسكت وبات ينتظر فرصة موآتية. فلما تعكّر الجو واجتمع الآباء لينظروا في أمر أوطيخة عاد إلى سابق مطلبه. وفي الجلسة السابعة من جلسات المجمع الخلقيدوني المنعقدة في السادس والعشرين من تشرين الأول سنة 451 تفاهم الأسقفان الأنطاكي والأورشليمي فاعترف مكسيموس بسلطة يوبيناليوس على أمهات المدن ببسان وقيصرية والبتراء. وامتنع يوبيناليوس عن المطالبة بأية صلاحية في فينيقية والعربية.
- أسقف رومة الجديدة: وفي الجلسات الحادية عشرة إلى الرابعة عشرة حلَّت مسائل تتعلق بأساقفة آسية. وفي الجلسة الخامسة عشرة سنَّ المجمع ثلاثين قانوناً لا تزال سارية المفعول. وجاء في القانون التاسع أنه إذا وقع خلاف بين اكليريكي وبين متروبوليت الأبرشية يرفع إلى اكسرهوس الولاية وإلى الجالس على كرسي القسطنطينية. وجاء مثل هذا في القانون السابع عشر. ونص القانون الثامن والعشرون بالمساواة في الكرامة بين أسقفي رومة الجديدة ورومة القديمة. فاعترض الوفد الروماني على هذه المساواة.

## مواضيع مرتبطة
البابا ديوسقورس الأول